# Incidente del 15 de marzo
El incidente del 15 de marzo (三・一 五事件, San ichi-go jiken) fue una ofensiva contra los socialistas y comunistas por parte del gobierno japonés en 1928. Entre los arrestados en el incidente se encontraba el economista marxista Kawakami Hajime.

## Antecedentes
Aunque el Partido Comunista de Japón había sido ilegalizado y forzado a la clandestinidad inmediatamente después de su fundación en 1922, continuó acumulando fuerza y miembros en el volátil clima social y económico de Japón en la década de 1920. Durante las elecciones generales de febrero de 1928, que se celebró por primera vez en Japón tras la aprobación del sufragio universal masculino, el Partido Comunista de Japón fue muy visible en su apoyo a los partidos políticos socialistas legales y de orientación laboral. Alarmado por los logros que obtuvieron estos partidos en la Dieta de Japón, el gobierno conservador del primer ministro Giichi Tanaka (que había conservado su mayoría con un solo escaño) evocó las disposiciones de las Leyes de Preservación de la Paz de 1925 y ordenó el arresto masivo de comunistas conocidos y sospechosos. simpatizantes comunistas. Los arrestos ocurrieron en todo Japón, y un total de 1.652 personas fueron detenidas.

## Consecuencias
Alrededor de 500 de los arrestados fueron procesados finalmente, en una serie de juicios abiertos celebrados por el Tribunal de Distrito de Tokio a partir del 15 de junio de 1932, con sentencia el 2 de julio de 1932. Estos juicios públicos fueron cuidadosamente organizados para dar a conocer el funcionamiento interno del Partido Comunista de Japón, y sus conexiones con el movimiento laboral y otros partidos políticos de izquierda revelados, el gobierno pudo ordenar la disolución del Rōdō Nōmintō (Partido Laborista-Agrario), el Zen Nihon Musan Seinen Dōmei (Liga de la Juventud Proletaria de Japón) y el Nihon Rōdō Kumiai Hyōgikai (Consejo de Sindicatos Japoneses). Todos los acusados en los juicios fueron declarados culpables y condenados a penas de cárcel; sin embargo, aquellos que se retractaron de su ideología comunista fueron perdonados o se les dio términos muy reducidos. Este fue el comienzo de la política tenkō diseñada para reintegrar a los exizquierdistas en la sociedad dominante. Quizás lo más importante, como consecuencia de estos juicios, el primer ministro Tanaka pudo aprobar una legislación que agregó la disposición sobre la pena de muerte a las ya draconianas Leyes de Preservación de la Paz.
El escritor Kobayashi Takiji más tarde escribió 15 de marzo de 1928, basado en este incidente.